# Zschornewitz
Zschornewitz is een plaats en voormalige gemeente in de Duitse deelstaat Saksen-Anhalt en maakt deel uit van de gemeente Gräfenhainichen in de Landkreis Wittenberg.
Zschornewitz telt 2.790 inwoners.